# Andrzej (malarz ruski)
Andrzej (I połowa XV wieku) – malarz ruski, autor bizantyńskich fresków w kaplicy Trójcy Świętej na Zamku w Lublinie.

## Życiorys
Znany jest tylko jako jeden z trzech twórców polichromii zamkowego kościoła św.Trójcy w Lublinie. Zajmując w tym zespole pozycję naczelną wykonał cykl pasyjny w absydzie tego kościoła. Polichromia  ujawnia, obok cech stylowych bizantyńskiego renesansu Paleologów, znaczny wpływ sztuki zachodnioeuropejskiej. Data ukończenia fresków 10 lipca 1418 i imię malarza znajdują się na napisie przy łuku tęczowym. Wedle miejscowej tradycji jakoby napis został wyskrobany po roku 1900 przez jakiegoś uczonego rosyjskiego. Malarz Andrzej był identyfikowany przez niektórych badaczy z Andrzejem Rublowem. Najprawdopodobniej był jednym z głównych artystów ruskich działającym na terenie Królestwa Polskiego za panowania Władysława Jagiełły, a pochodzącym najpewniej z Rusi Czerwonej. Anna Różycka-Bryzek wiąże Andrzeja ze środowiskiem szkoły twerskiej.